# Królewo (gromada w powiecie morąskim)
Królewo – dawna gromada, czyli najmniejsza jednostka podziału terytorialnego Polskiej Rzeczypospolitej Ludowej w latach 1954–1972.
Gromady, z gromadzkimi radami narodowymi (GRN) jako organami władzy najniższego stopnia na wsi, funkcjonowały od reformy reorganizującej administrację wiejską przeprowadzonej jesienią 1954 do momentu ich zniesienia z dniem 1 stycznia 1973, tym samym wypierając organizację gminną w latach 1954–1972.
Gromadę Królewo z siedzibą GRN w Królewie utworzono – jako jedną z 8759 gromad na obszarze Polski – w powiecie morąskim w woj. olsztyńskim na mocy uchwały nr 17 WRN w Olsztynie z dnia 4 października 1954. W skład jednostki weszły obszary dotychczasowych gromad Królewo, Chojnik, Rolnowo, Kamionka i Kalnik ze zniesionej gminy Królewo w tymże powiecie. Dla gromady ustalono 20 członków gromadzkiej rady narodowej.
1 stycznia 1958 do gromady Królewo włączono wieś Dobrocinek ze zniesionej gromady Dobrocin w tymże powiecie.
1 stycznia 1960 do gromady Królewo włączono wsie Markowo, Borzynowo i Złotna, osadę Zbożne oraz PGR-y Dolina i Markowo ze zniesionej gromady Strużyna w tymże powiecie.
1 stycznia 1969 z gromady Królewo wyłączono część obszaru lasów państwowych Nadleśnictwa Markowo o powierzchni 16 ha, włączając ją do gromady Godkowo w powiecie pasłęckim w tymże województwie; do gromady Królewo z gromady Godkowo włączono natomiast inną część obszaru lasów państwowych Nadleśnictwa Markowo (2 ha).
Gromada przetrwała do końca 1972 roku, czyli do kolejnej reformy gminnej.